# علی‌اکبر استاداسدی

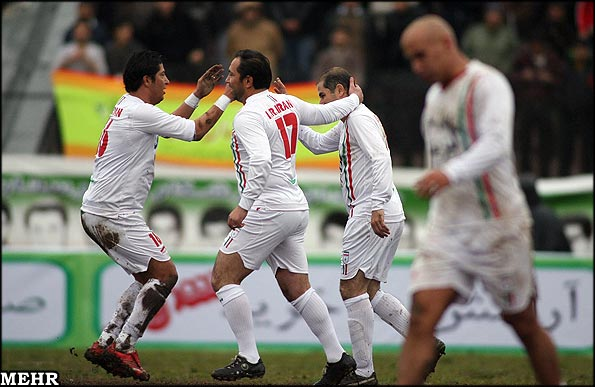
بازی تیم فوتبال منتخب ایران ۱۹۹۸ با منتخب استان گیلان، ۶ دی ۱۳۸۷ با حضور علی اکبر استاداسدی

علی‌اکبر استاداسدی (زاده ۲۶ شهریور ۱۳۴۴ در تبریز)، بازیکن سابق تیم ملی فوتبال ایران است وی در ۳۳ بازی در سالهای ۱۳۷۴–۱۳۷۶ در ترکیب مدافعان تیم ملی ایران قرار گرفت.
استاداسدی برای برخی باشگاه‌ها بازی کرد که نامدارترین آن‌ها ذوب‌آهن اصفهان بود. وی در جام جهانی ۱۹۹۸ عضو تیم ملی ایران بود.
استاداسدی به مدت ۶ سال در تیم گسترش فولاد دستیار بود ولی بعد از سرمربی شدن رسول خطیبی او برکنار شد.

## دلیل شهرت
یکی از دلایل شهرت و ماندگاری نام وی در حافظه تاریخی فوتبال دوستان و هواداران ایرانی، گل به خودی وی در بازی پلی آف دور مقدماتی جام جهانی ۱۹۹۸ برابر تیم ملی ژاپن که با ضربه سر عجیب درون دروازه احمدرضا عابدزاده قرار گرفت. گرچه به دلیل آفساید مهاجم ژاپنی این گل از سوی داور مردود اعلام شد، اما به دلیل ضربه سر استاداسدی و عکس العمل او پس از گل، این واقعه دست مایه طنز در بین ایرانیان گردید به گونه ای که حتی سال‌ها بعد در برنامه‌های مختلف تلویزیونی، از این اتفاق به شوخی و طنز یاد می‌شود.

## واکنش استاد اسدی به گل به خودی
استاد همیشه در واکنش با شوخی هایی که با او می شد می گفت که این گل را زده تا ببیند احمدرضا عابدزاده آماده است یا خیر، او همچنین در واکنش به خوشحالی بعد گل هم گفت که من دیدم داور آفساید بلند کرده برای همین رفتم سریع بازی شروع کنیم که بقیه فکر کردن من خوشحالی می کنم.

## شیرین ترین خاطره فوتبالی استاد اسدی
علی اکبر استاد اسدی درباره شیرین ترین خاطره فوتبالی خود گفت: شیرین ترین خاطره فوتبالی من پیروزی مقابل استرالیا بود که من در آن رقابت 20 دقیقه آخر را بازی کردم ولی اندازه 120 دقیقه دویدم. من جای ابراهیم تهامی وارد بازی شدم و معجزه خدا را در آن بازی دیدم. 